# Supercoppa di Cina 2016
La Supercoppa di Cina 2016 è stata la quattordicesima edizione della Supercoppa di Cina.
Si è svolta il 27 febbraio 2016 allo Stadio Olimpico di Chongqing, tra il Guangzhou Evergrande, vincitore della Chinese Super League, e il Jiangsu Suning, vincitore della Coppa di Cina.
La vittoria del trofeo è andata al Guangzhou Evergrande, che ha sconfitto il Jiangsu Suning grazie a una doppietta di Ricardo Goulart.

## Partecipanti
| Squadre        | Qualificazione                     | Partecipazioni precedenti (il grassetto indica la vittoria) |
| -------------- | ---------------------------------- | ----------------------------------------------------------- |
| Guangzhou E.   | Vincitore della Super League 2015  | 4 (2012, 2013, 2014, 2015)                                  |
| Jiangsu Suning | Vincitore della Coppa di Cina 2015 | 1 (2013)                                                    |

## Tabellino
| Arbitro: | Tan Hai |

|                  |           |  |
| Goulart 14’, 39’ | Marcatori |  |

| Guangzhou Evergrande | Jiangsu Suning |

### Formazioni
|                |    |                  |     |     |
|                |    |                  |     |     |
| P              | 19 | Zeng Cheng       |     |     |
| D              | 5  | Zhang Linpeng    |     |     |
| D              | 6  | Feng Xiaoting    |     |     |
| D              | 28 | Kim Young-Gwon   |     |     |
| D              | 35 | Li Xuepeng       | 38’ |     |
| C              | 8  | Paulinho         |     |     |
| C              | 10 | Zheng Zhi (c)    |     |     |
| C              | 11 | Ricardo Goulart  |     |     |
| C              | 16 | Huang Bowen      | 74’ | 86’ |
| C              | 20 | Yu Hanchao       |     |     |
| A              | 9  | Jackson Martínez |     | 90’ |
| Sostituti:     |    |                  |     |     |
| P              | 32 | Liu Dianzuo      |     |     |
| D              | 3  | Mei Fang         |     |     |
| D              | 17 | Liu Jian         |     | 90’ |
| C              | 12 | Wang Shangyuan   |     |     |
| C              | 27 | Zheng Long       |     | 86’ |
| A              | 7  | Alan             |     |     |
| A              | 29 | Gao Lin          |     |     |
| Allenatore:    |    |                  |     |     |
| Felipe Scolari |    |                  |     |     |

|              |    |                 |     |     |
|              |    |                 |     |     |
| P            | 30 | Zhang Sipeng    |     |     |
| D            | 5  | Zhou Yun        |     |     |
| D            | 2  | Li Ang          |     |     |
| D            | 6  | Trent Sainsbury |     |     |
| D            | 23 | Ren Hang        | 27’ |     |
| C            | 12 | Zhang Xiaobin   |     |     |
| C            | 22 | Wu Xi (c)       |     | 86’ |
| C            | 16 | Sammir          |     |     |
| C            | 7  | Ramires         |     |     |
| C            | 24 | Ji Xiang        |     | 71’ |
| A            | 9  | Jô              |     | 46’ |
| Sostituti:   |    |                 |     |     |
| P            | 1  | Gu Chao         |     |     |
| D            | 32 | Liu Wei         |     |     |
| C            | 10 | Alex Teixeira   | 90’ | 46’ |
| C            | 11 | Xie Pengfei     |     | 86’ |
| C            | 13 | Tao Yuan        |     |     |
| C            | 20 | Zhang Xinlin    |     | 71’ |
| A            | 50 | Ge Wei          |     |     |
| Allenatore:  |    |                 |     |     |
| Dan Petrescu |    |                 |     |     |

## Campioni
| Vincitore Supercoppa di Cina 2016 |
| --------------------------------- |
| Guangzhou Evergrande 2º titolo    |